# Охочевский сельсовет
Охо́чевский сельсове́т — сельское поселение в Щигровском районе Курской области. 
Административный центр — деревня 1-я Семёновка.

## История
В июне 1954 года населённые пункты упразднённого Чернявского сельсовета вошли в состав Охочевского сельсовета.
Охочевский сельсовет получил статус сельского поселения в соответствии с законом Курской области № 48-ЗКО «О муниципальных образованиях Курской области» от 14 октября 2004 года.

## Население
| 2002  | 2010  | 2012  | 2013  | 2014  | 2015  | 2016  |
| ----- | ----- | ----- | ----- | ----- | ----- | ----- |
| 3181  | ↘2686 | ↘2613 | ↘2566 | ↘2488 | ↘2483 | ↘2406 |
| 2017  | 2018  | 2019  | 2020  | 2021  |       |       |
| ↘2383 | ↘2360 | ↘2335 | ↘2327 | ↗2473 |       |       |

## Состав сельского поселения
| №  | Населённый пункт | Тип населённого пункта          | Население |
| -- | ---------------- | ------------------------------- | --------- |
| 1  | 1-я Семёновка    | деревня, административный центр | ↘414      |
| 2  | 2-я Семёновка    | деревня                         | ↘25       |
| 3  | Бобровка         | деревня                         | ↘48       |
| 4  | Борисовка        | деревня                         | ↘49       |
| 5  | Верхняя Гремячка | деревня                         | ↗61       |
| 6  | Грот             | посёлок                         | ↘1        |
| 7  | Дубрава          | деревня                         | ↘5        |
| 8  | Зелёная Роща     | посёлок                         | ↘553      |
| 9  | Карек            | посёлок                         | ↘0        |
| 10 | Кресты           | деревня                         | ↘34       |
| 11 | Лавровка         | деревня                         | ↘40       |
| 12 | Лобановка        | деревня                         | ↘45       |
| 13 | Льва Толстого    | посёлок                         | ↘353      |
| 14 | Маковка          | деревня                         | ↘17       |
| 15 | Новая Слободка   | посёлок                         | ↘98       |
| 16 | Новомедведок     | посёлок                         | ↘38       |
| 17 | Охочевка         | село                            | ↘202      |
| 18 | Петровка         | деревня                         | →6        |
| 19 | Пожидаевка       | деревня                         | →0        |
| 20 | Секачевка        | деревня                         | ↘56       |
| 21 | Хитровка         | деревня                         | ↘103      |
| 22 | Чернавка         | деревня                         | ↘325      |
| 23 | Шаталовка        | деревня                         | ↘213      |

## Транспорт

### Железнодорожное сообщение
Через территорию Охочевского сельсовета проходит участок железной дороги Курск — Касторная, а также железнодорожная ветка Охочевка — Колпны. Железнодорожная станция Охочевка расположена в пристанционном посёлке Льва Толстого, имеются также остановочные пункты: Мелехино (ближайшие населённые пункты Кресты и Лобановка), 53 км (рядом с Шаталовкой, ранее разъезд) и 12 км (на ветке Охочевка — Колпны, ближайшая деревня — Петровка).

### Автомобильное сообщение
По территории Охочевского сельсовета проходит автомобильная дорога Щигры — Курск, а также дороги с покрытием, связывающие населённые пункты Охочевского сельсовета между собой и с соседними сельсоветами. Осуществляется пригородное автобусное сообщение с городом Щигры.